# Timothy Daniel Sullivan

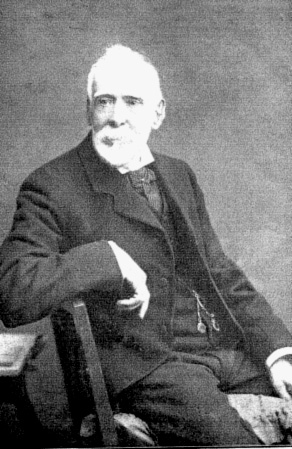

Timothy Daniel Sullivan (* 29. Mai 1827 in Bantry; † 31. März 1914) war ein irischer Politiker, Journalist und Autor.

## Leben

### Politiker
Sullivan wurde 1880 bei den Parlamentswahlen zum britischen House of Commons für den Wahlbezirk Westmeath ins Unterhaus gewählt. Den Wahlkreis vertrat er bis 1885, danach vertrat er den neu gegründeten Wahlkreis Dublin College Green. Er verlor bei der Wahl zum Unterhaus 1892 den Wahlkreis an Joseph E. Kenny, konnte allerdings dennoch ohne Gegenkandidat für den Wahlkreis West Donegal ins Unterhaus einziehen. Er blieb bis zu seinem Ruhestand im Jahr 1900 Abgeordneter dieses Wahlkreises.
Neben seiner Tätigkeit als Abgeordneter bekleidete Sullivan vom 1. Januar 1886 bis zum 31. Dezember 1887 für insgesamt zwei aufeinanderfolgende Amtszeiten das Amt des Lord Mayor von Dublin. Am 1. Januar 1888 wurde er von Thomas Sexton abgelöst.

### Parteizugehörigkeit
Sullivan war Mitglied der Home Rule League, für die er 1880 ins Unterhaus einzog, die 1882 in der Irish Parliamentary Party aufging. Nach einem Streit innerhalb der Irish Parliamentary Party um ihren Vorsitzenden Charles Stewart Parnell wechselte Sullivan zur sich abspaltenden Irish National Federation. Im Jahr 1900 vereinigten sich beide Parteien wieder zur Irish Parliamentary Party.

### Autor und Journalist
Sullivan war Herausgeber der für die irische-nationale Zeitschrift The Nation. Aufgrund eines Artikels über die Irish National League wurde er im Dezember 1887 wegen Verstoßes gegen den Protection of Person and Property Act 1881 zu einer Gefängnisstrafe verurteilt.
Er verfasste das Lied God Save Ireland, welche zur Zeit der Irischen Republik von 1919 bis 1922 und des Irischen Freistaats zwischen 1922 und 1926 den Charakter einer Nationalhymne hatte.